# Kenneth Tsang
Kenneth Tsang Kong (en chino tradicional, 曾江; Shanghái, 5 de octubre de 1934 - Tsim Sha Tsui, 27 de abril de 2022) fue un actor de Hong Kong. La carrera de Tsang abarca cincuenta  años e incluye una gran variedad de papeles de actuación.

## Primeros años de vida y educación
Nació en Shanghái con raíces familiares en Zhuhai, Provincia de Cantón.
Asistió a la secundaria en la Universidad Wah Yan de Hong Kong y luego en la Universidad Wah Yan de Kowloon. Asistió a la Universidad McMurry en Abilene, Texas, para su primer año y transferido a la Universidad de California en Berkeley, donde obtuvo una licenciatura en arquitectura.

## Carrera
Regresó a Hong Kong a principios de la década de 1960 como arquitecto, pero estaba aburrido en el trabajo. Su hermana menor, Jeanette Lin (林翠), era una estrella de cine en el momento y proveyó a Tsang con varias conexiones en la industria que impulsó su carrera como actor. En los medios de comunicación, Lin siempre se presentó como la hermana menor de Tsang en su lugar ya que era poco frecuente de las estrellas femeninas revelar su edad.
Sus inicios como actor fueron  en la película The Feud (1955), cuando tenía sólo 16 años, que fue seguido por un papel en Who Isn't Romantic? (1956). A mediados de la década de 1960, protagonizó películas de detectives y películas clásicas de kung-fu con las (en el momento) ídolas adolescentes de Hong Kong Connie Chan y Josephine Siao. Tsang también apareció en algunas películas de Wong Fei Hung en la década de 1960. En el 1986, Tsang interpretó al dueño de taxi, Ken, en A Better Tomorrow de John Woo. Colaboraciones posteriores con Woo incluyen el papel de Ken en A Better Tomorrow 2 en 1987, el compañero asesinado de un policía en The Killer en 1989 y el estricto padre adoptivo de Chow Yun-Fat, Leslie Cheung y Cherie Chung en Once a Thief en 1991.
También filmó varios dramas chinos singapurenses durante la década de 1990, una de sus obras más notables fue la épica de 1995 The Teochew Family y The Unbeatables II en 1996.
Hasta ese punto, había interpretado papeles principalmente en películas de Hong Kong. Su primera película de Hollywood fue The Replacement Killers (1998), también el debut en Hollywood de su coprotagonista Chow Yun-Fat. Tsang apareció junto a Chow nuevamente en Anna and the King así como con Jackie Chan en Rush Hour 2. Tsang interpretó al General Moon en la película de James Bond Die Another Day (2002), y continúa apareciendo en películas de su nativa Hong Kong.

## Vida personal
Se casó con la actriz china Chiao Chiao.

## Filmografía selecta
- Anna and the King (1999)
- Rush Hour 2 (2001)
- Die Another Day (2002)
- Memorias de una geisha (2005)
- Kung Fu Dunk (2008)
- Detective Chinatown 2 (2018)